# Lepidosirenoidei
Die Lepidosirenoidei (altgriechisch λεπίς lepís (Genitiv lepídos) ‚Schuppe‘; altgriechisch Σειρήν Seirēn, deutsch ‚Sirene‘ + lateinisch forma ‚Gestalt‘) sind eine Unterordnung der Lungenfische (Ceratodontiformes), die mit vier rezenten Arten im tropischen Afrika und einer Art im tropischen Südamerika vorkommt. Neben diesen fünf Arten gibt es mit dem Australischen Lungenfisch (Neoceratodus forsteri) nur noch eine weitere rezente Art, die aber einer anderen Unterordnung angehört.

## Merkmale
Die Lungenfische der Unterordnung Lepidosirenoidei besitzen einen aalartigen, langgestreckten Körper und erreichen Körperlängen von 45 cm bis zwei Meter. Im Unterschied zum groß beschuppten Australischen Lungenfisch, der nur eine einzige Lunge besitzt, haben die Arten der Lepidosirenoidei nur kleine Schuppen und weisen eine paarige Lunge auf. Die Schuppen liegen tief unter der drüsenreichen Oberhaut, so dass die Fische eher nackt erscheinen. Auffälligstes Kennzeichen der Unterordnung sind die fadenartig reduzierten paarigen Flossen, die keine Flossenstrahlen haben. Die Larven besitzen äußere Kiemenbüschel, ähnlich wie die Larven der Schwanzlurche. Ausgewachsene Lepidosirenoidei können Trockenzeiten im Boden eingegraben überdauern. Die Fische laichen in Löchern und Gängen, die sie in Uferböschungen oder in den Gewässerboden graben. Der Laich wird von den Männchen bewacht.

## Systematik
- Familie Lepidosirenidae
  - Gattung Lepidosiren
    - Südamerikanischer Lungenfisch (Lepidosiren paradoxa)
- Familie Protopteridae
  - Gattung Protopterus
    - Äthiopischer Lungenfisch (Protopterus aethiopicus) (Heckel, 1851)
    - Ostafrikanischer Lungenfisch (Protopterus amphibius) (Peters, 1844)
    - Westafrikanischer Lungenfisch (Protopterus annectens) (Owen, 1839)
    - Kongo-Lungenfisch (Protopterus dolloi) (Boulenger, 1900)

Nahe verwandt mit den Lepidosirenoidei ist die ausgestorbene Familie Gnathorhizidae mit den Gattungen Gnathorhiza und Persephonichthys, die sich vom oberen Karbon bis zur Untertrias in der Fossilüberlieferung nachweisen lässt.